# Adesua Etomi
Adesua Etomi, est une actrice nigériane.

## Biographie
Née en 1986 à Owerri, dans l'État d'Imo, son père est un soldat d'ethnie Esan et sa mère est une ingénieure d'ethnie Yoruba. Elle est la plus jeune d'une fratrie de trois enfants. Adesua Etomi fréquente l'école Corona à Victoria Island, Lagos, où elle rejoint le club d'art dramatique à l'âge de sept ans. Elle fréquente ensuite le Queen's College, à Lagos, avant de s'installer au Royaume-Uni à l'âge de 13 ans. En 2004, elle obtient un diplôme en «théâtre physique, théâtre musical et arts du spectacle» au City College Coventry. Après avoir terminé ces cours en 2006, elle étudie l'art dramatique et la performance à l'université de Wolverhampton.
Elle joue en 2014 dans son premier long métrage, Knocking on Heaven's Door (en). Elle gagne le prix de la meilleure actrice d'art dramatique (2016 Africa Magic Viewers Choice Awards (en)) pour son rôle dans Falling (en),.

## Filmographie
- 2016 : The Wedding Party : Dunni Coker
- 2018 : The Set Up : Chike

## Récompenses
- Africa Movie Academy Award de la meilleure actrice dans un second rôle 2019

### Nominations
- Africa Movie Academy Award de la meilleure actrice 2016